# Muzeum Historyczne w Sanoku
Muzeum Historyczne w Sanoku – regionalne muzeum z siedzibą w Sanoku.
Siedziba największej na świecie kolekcji prac Zdzisława Beksińskiego. Muzeum posiada także zbiory z zakresu sztuki dawnej i współczesnej. W województwie podkarpackim jest trzecim pod względem liczby zwiedzających (po Muzeum w Łańcucie i Muzeum Budownictwa Ludowego w Sanoku).

## Historia
Pierwszą działalność gromadzenia eksponatów w terenie do przyszłego Muzeum Ziemi Sanockiej rozpoczęli Aleksander Rybicki oraz Adam Fastnacht i Stefan Stefański (wówczas jako uczniowie sanockiego gimnazjum). Istotną rolę przy powstaniu Muzeum Ziemi Sanockiej odegrał również ówczesny burmistrz miasta, Tadeusz Malawski, który w pomieszczeniach magistratu zgromadził wiele eksponatów i pamiątek, przekazanych następnie do powstałego muzeum. Instytucja powstała formalnie w 1934 roku jako Muzeum Ziemi Sanockiej, a inicjatorami byli referentka Ministerstwa Wyznań Religijnych i Oświecenia Publicznego dr Jadwiga Przeworska i starosta sanocki dr Bolesław Skwarczyński. Pod auspicjami polskimi Muzeum Ziemi Sanockiej istniało do 1939, funkcjonowało sanockim zamku, a jego ekspozycja była podzielona na działy: historyczny, kościelny i etnograficzny. Zadaniem muzeum był gromadzenie zabytków przeszłości ziemi sanockiej, ich naukowe opracowywanie i udostępnianie mieszkańcom. W 1934 przy wejściu do muzeum ustanowiono tablicę upamiętniającą o treści: W gmachu tym części dawnego zamku sanockiego wzniesionego przez króla Kazimierza Wielkiego w połowie wieku XIV pamiętnego godami weselnymi króla Władysława Jagiełły w dniu 2 maja 1417 r. odbudowanego za króla Zygmunta Starego przez jego małżonkę Bonę Sforza w wieku XVI założono Muzeum Ziemi Sanockiej staraniem Towarzystwa Przyjaciół Ziemi Sanockiej w 1934 roku. Badania z zakresu historii ziemi sanockiej prowadził Adam Fastnacht. Na początku września 1937 organizowano wystawę „Ziemia Sanocka w Malarstwie, Plastyce i Fotografice”.

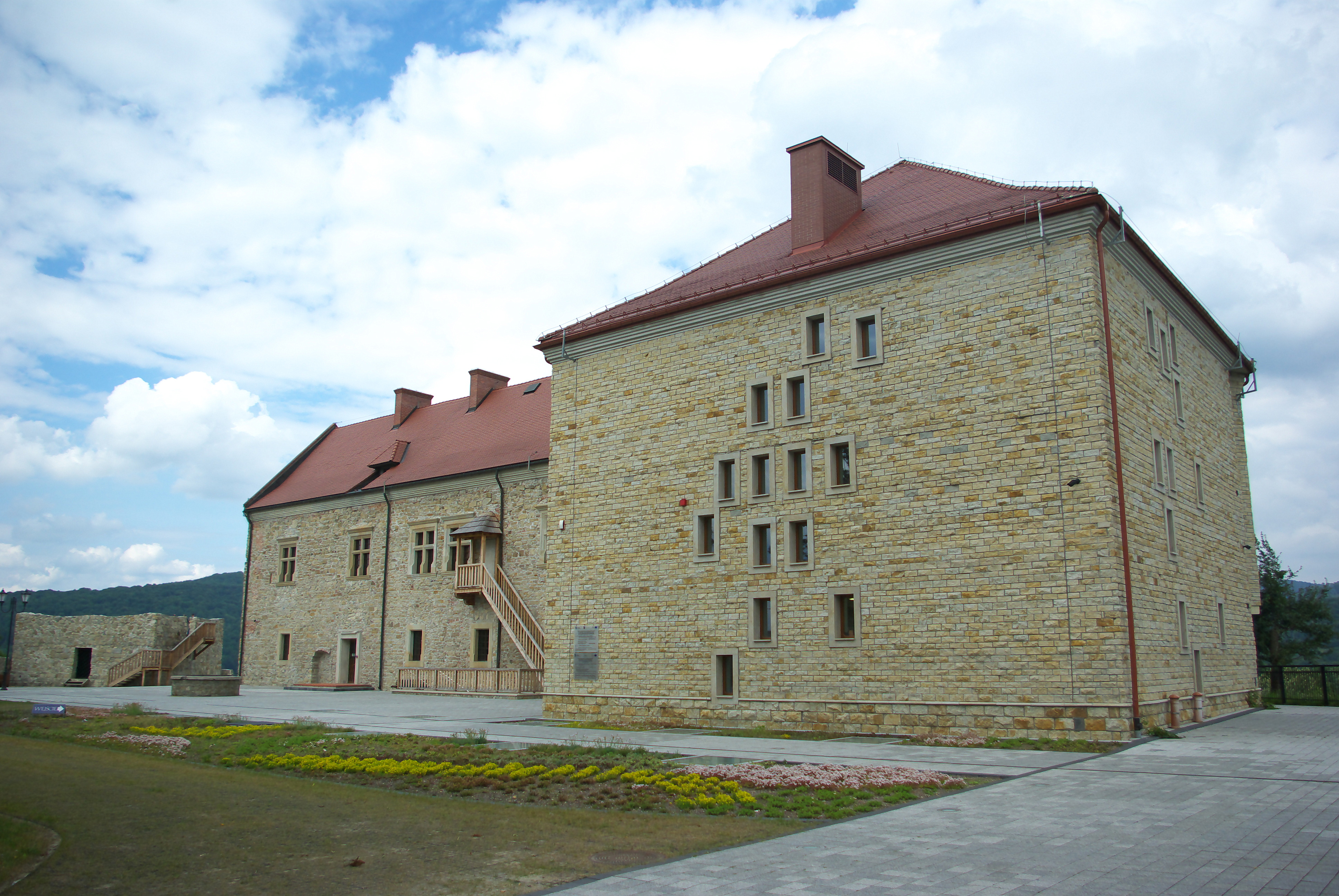
Zamek Królewski w Sanoku

Po wybuchu II wojny światowej we wrześniu 1939 zamek został splądrowany. Później w okresie okupacji urządzono na zamku Kreismuseum in Sanok (pol. Muzeum Okręgowe w Sanoku) oraz Muzeum Łemkowszczyzny. W sierpniu 1944 zbiory muzeum zostały ponownie zdewastowane przez wojska niemieckie, zaś lokalne władze niemieckie wywiozły z sanockiego zamku ocalałe najstarsze pamiątki kultury polskiej (ok. 300-400 najcenniejszych eksponatów, m.in. królewskie nadania dla Sanoka, obrazy, księgi ręcznie pisane, komplety strojów ludowych), część z nich została odnaleziona po wojnie w okolicach Legnicy, a następnie przekazana do AGAD i archiwum rzeszowskiego. Do 1946 w zamku mieścił się szpital wojskowy, a następnie rusznikarnia. Po wojnie rozpoczęto odtwarzanie i tworzenie na nowo ekspozycji muzeum.
Zarządzeniem Ministra Kultury i Sztuki z 9 czerwca 1950 Muzeum Ziemi Sanockiej w Sanoku zostało przemianowane na Muzeum w Sanoku. Później placówka działała jako Muzeum Regionalne w Sanoku. W 1959 obchodzono 25-lecie istnienia muzeum.
Filią muzeum został otwarty 28 marca 1987 „Dom Pamięci gen. Karola Świerczewskiego” w Jabłonkach (istniejący w pobliżu tamtejszego pomnika generała), finansowany wówczas z budżetu miasta Sanoka.

## Zbiory i ekspozycja

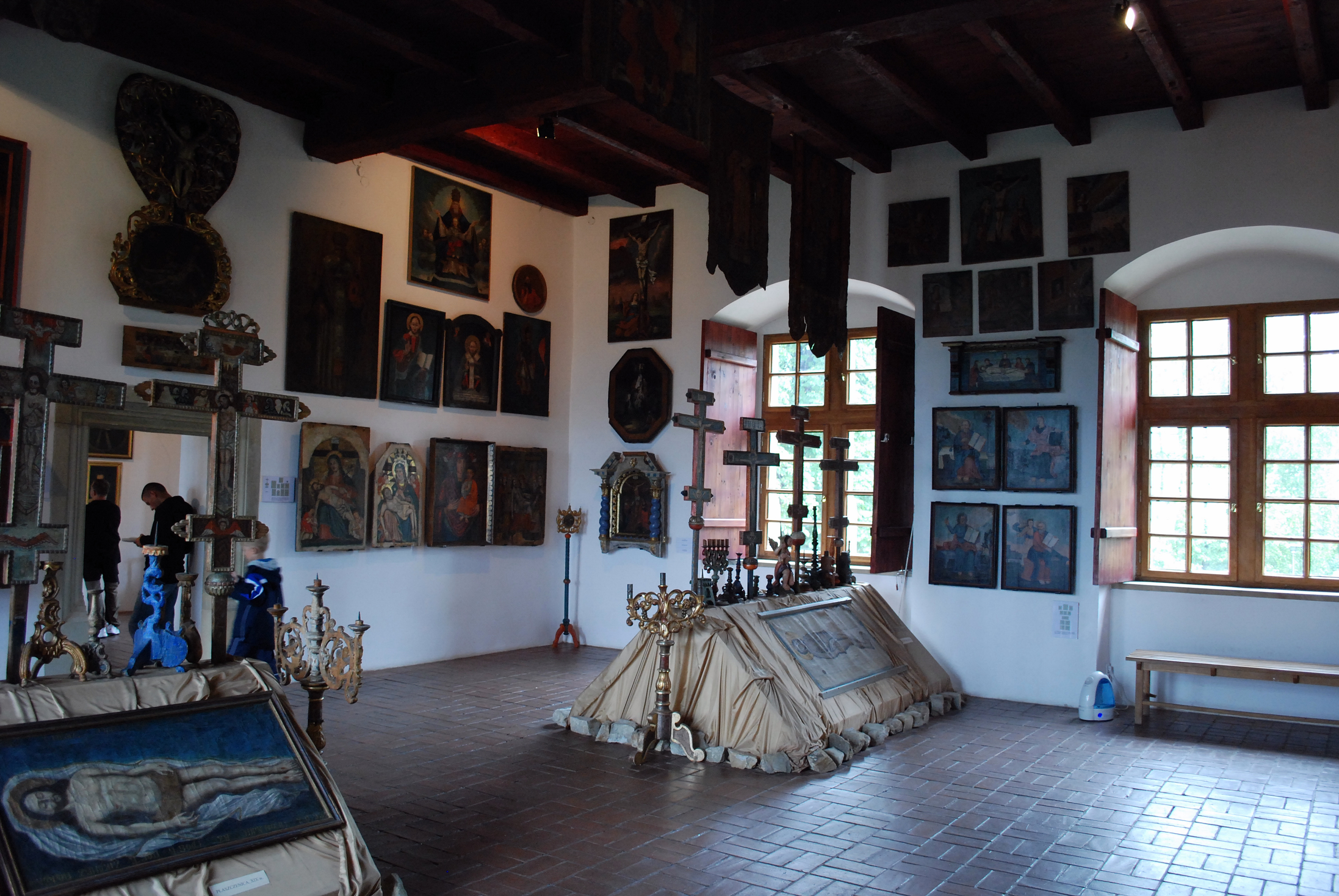
Zbiory Muzeum Historycznego

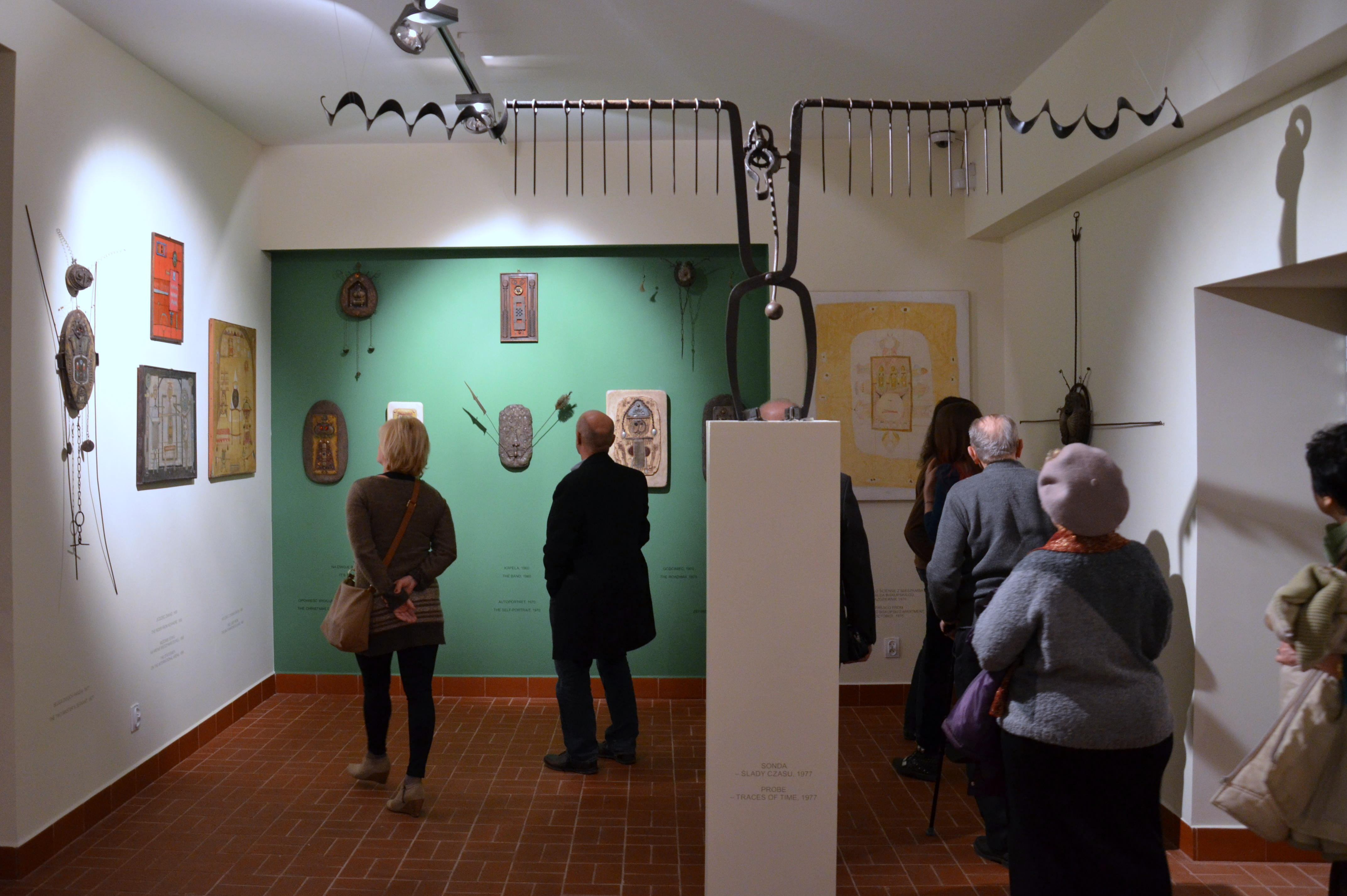
Galeria Mariana Kruczka

W 1937 zorganizowano wystawę pt. Ziemia sanocka w malarstwie, plastyce i fotografice.

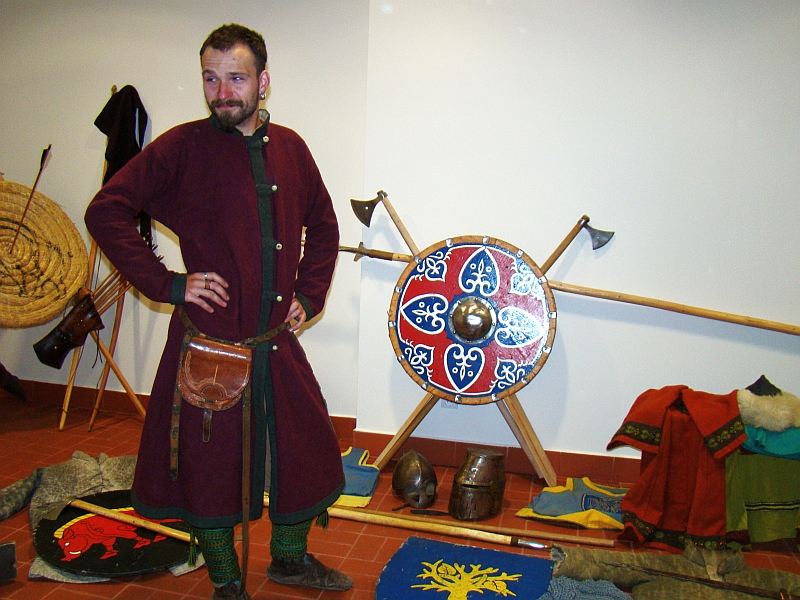
Zbiory i ekspozycja

W 1945 zorganizowano pierwszą powojenną wystawą wspólną sanockich artystów; zaprezentowano na niej prace, które wykonali m.in. Stefan Pajączkowski, Marian Kruczek, Władysław Lisowski, Kazimierz Florek, Tadeusz Turkowski, Bronisław Naczas, Józef Sitarz.
Obecnie muzeum gromadzi ponad 20 tys. eksponatów. Posiada wydzielone działy archeologiczny, ikonograficzny, historyczny, konserwatorski. W ramach muzeum powstały Galeria Sztuki Współczesnej imienia Marii i Franciszka Prochasków, galeria autorska Zdzisława Beksińskiego mieszczącą się w odbudowanym w latach 2010–2011 południowym skrzydle sanockiego zamku.
Zbiór pod nazwą „Ceremika pokucka z daru kustosza Aleksandra Rybickiego” w budynku Zajazdu (największy zbiór sztuki pokuckiej w Polsce), przekazany przez A. Rybickiego 28 maja 1978, której wystawa została otwarta podczas Dni Sanoka w czerwcu 1978. 20 listopada 1978 muzeum otrzymało dzieła od spadkobierców polskich artystów: Franciszka Prochaski, Tadeusza Makowskiego, Józefa Pankiewicza, Hanny Rudzkiej-Cybisowej i Jana Cybisa.
Poza główną siedzibą usytuowaną w gmachu przy ul. Zamkowej 2, częściami muzeum są Zamek Królewski w Sanoku oraz Zajazd na terenie parku zamkowego.
Do najcenniejszych zbiorów muzeum należy ponad 200 ocalałych ikon karpackich pochodzących z terenów historycznej ziemi sanockiej datowanych na okres od XVI do XX wieku, kolekcja ceramiki pokuckiej oraz kilkaset obrazów w tym dzieła m.in. takich autorów jak: Jan Nepomucen Gniewosz, Maria Bianka Mossoczy, Jan Wacław Zawadowski, Wacław Żaboklicki, Ludwik Lille, Józef Pankiewicz, Hanna Rudzka-Cybisowa i Jan Cybis, Olga Boznańska i Tadeusz Makowski, Jan Ekiert, Józef Penar, Józef Jarema, Maria Sperling, Leon Getz, Marian Kruczek, Wojciech Jahn, Arika Madeyska, Barbara Bandurka.
W 1973 do muzeum trafiły receptularze pochodzące z byłej apteki Mariana Kawskiego.

## Wybrane dzieła ze zbiorów muzeum

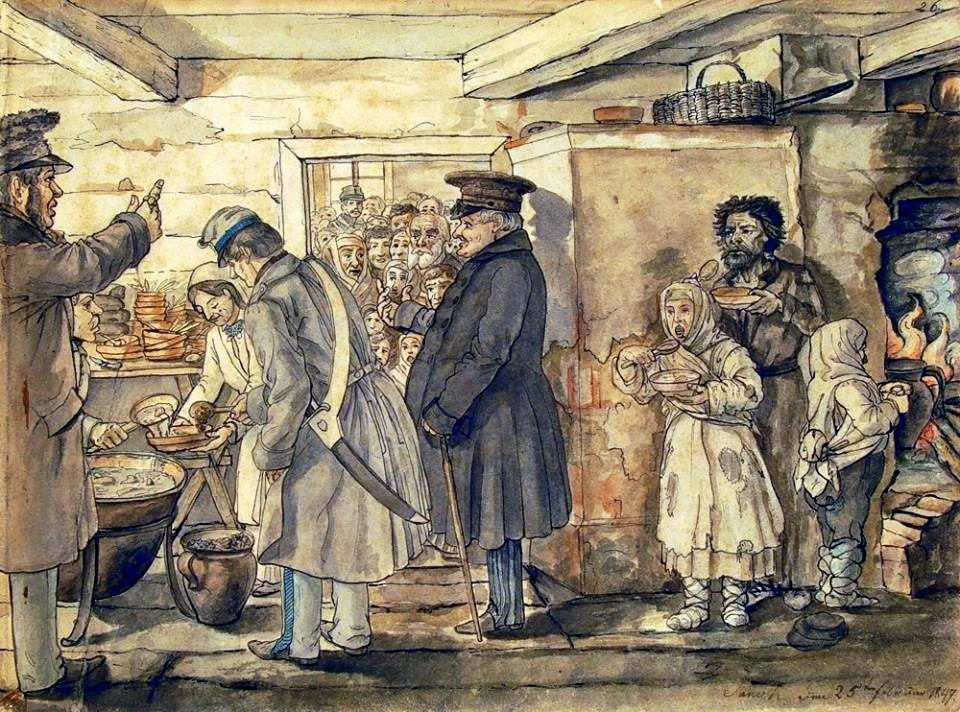
Jan Nepomucen Gniewosz, Rozdawanie posiłków w Sanoku, 24.10.1847 r.
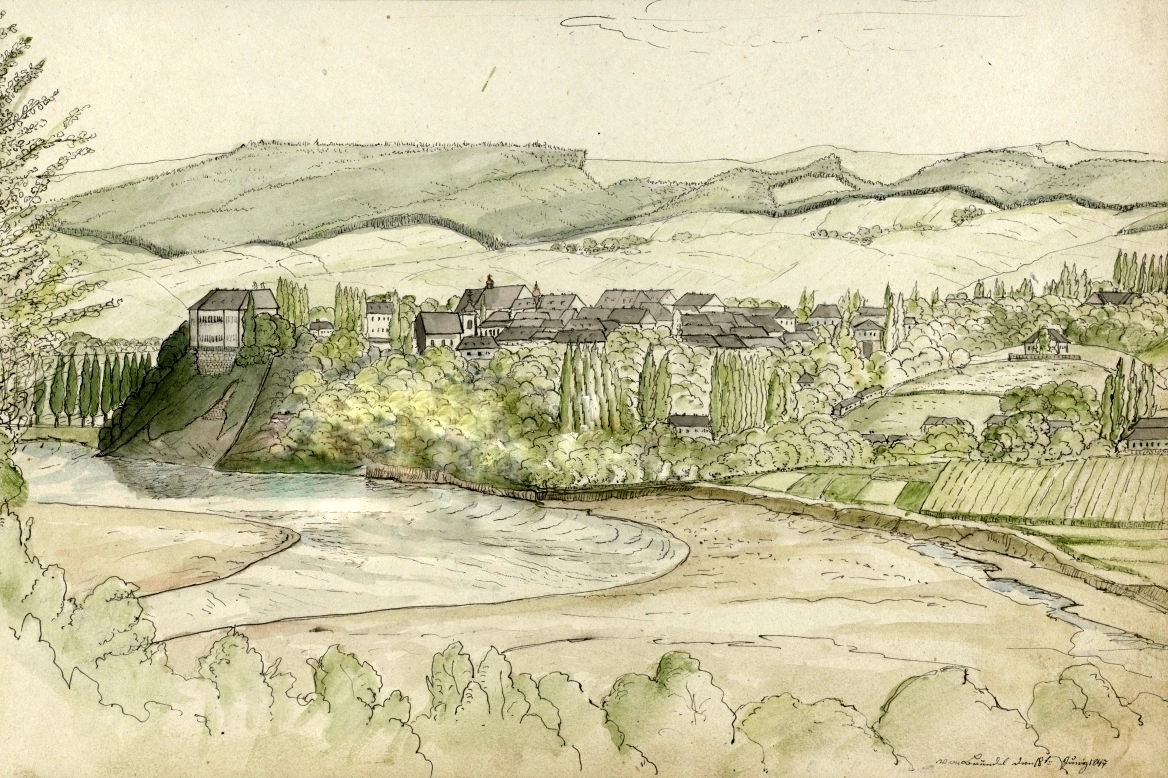
Jan Nepomucen Gniewosz, akwarela Sanoka wykonana w roku 1847, widok od strony Białej Góry i wsi Olchowce
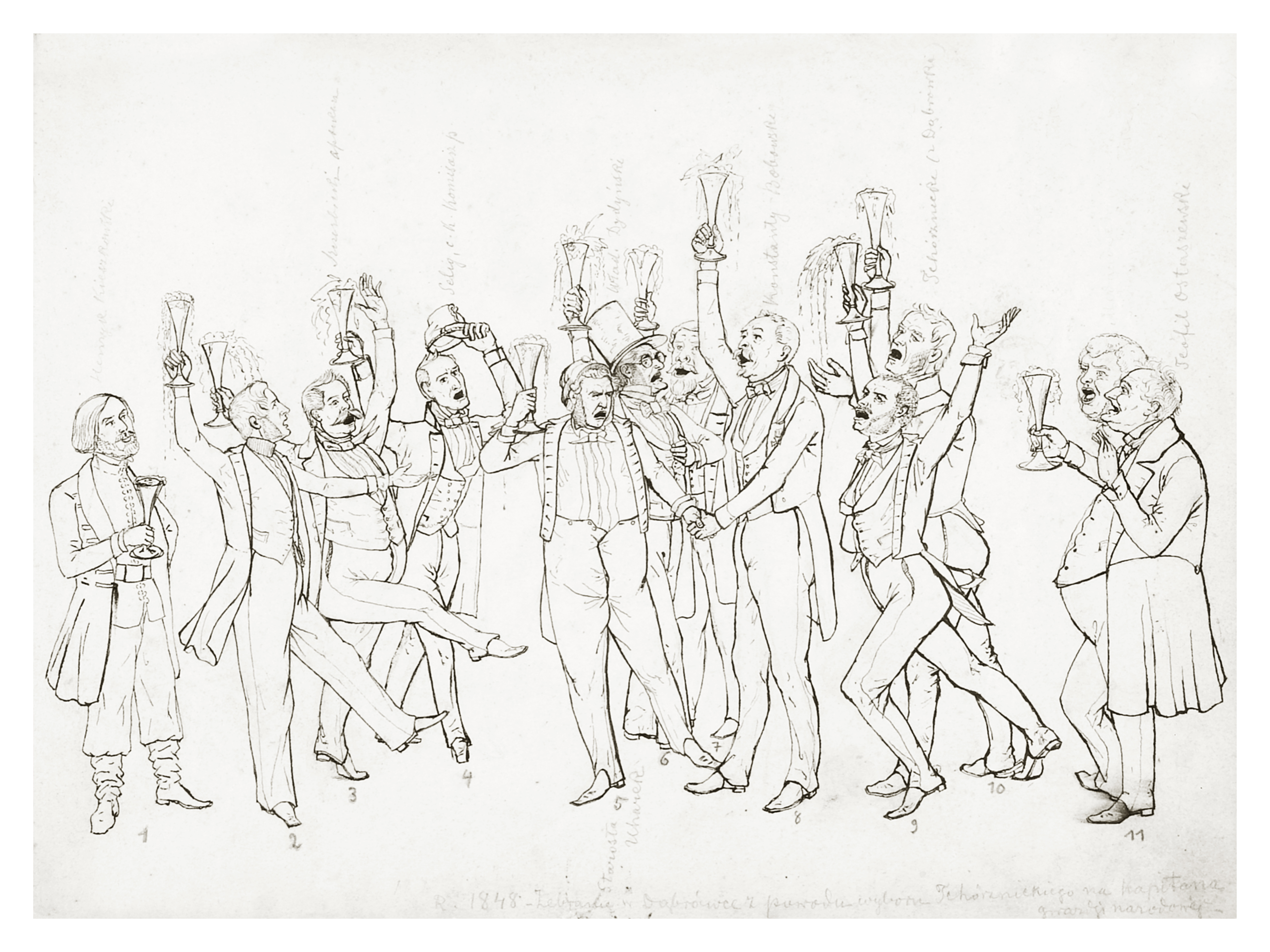
Rysunek Jana Nepomucena Gniewosza (1827-1892) z ok. 1860 roku upamiętniający Wiosnę Ludów w Galicji
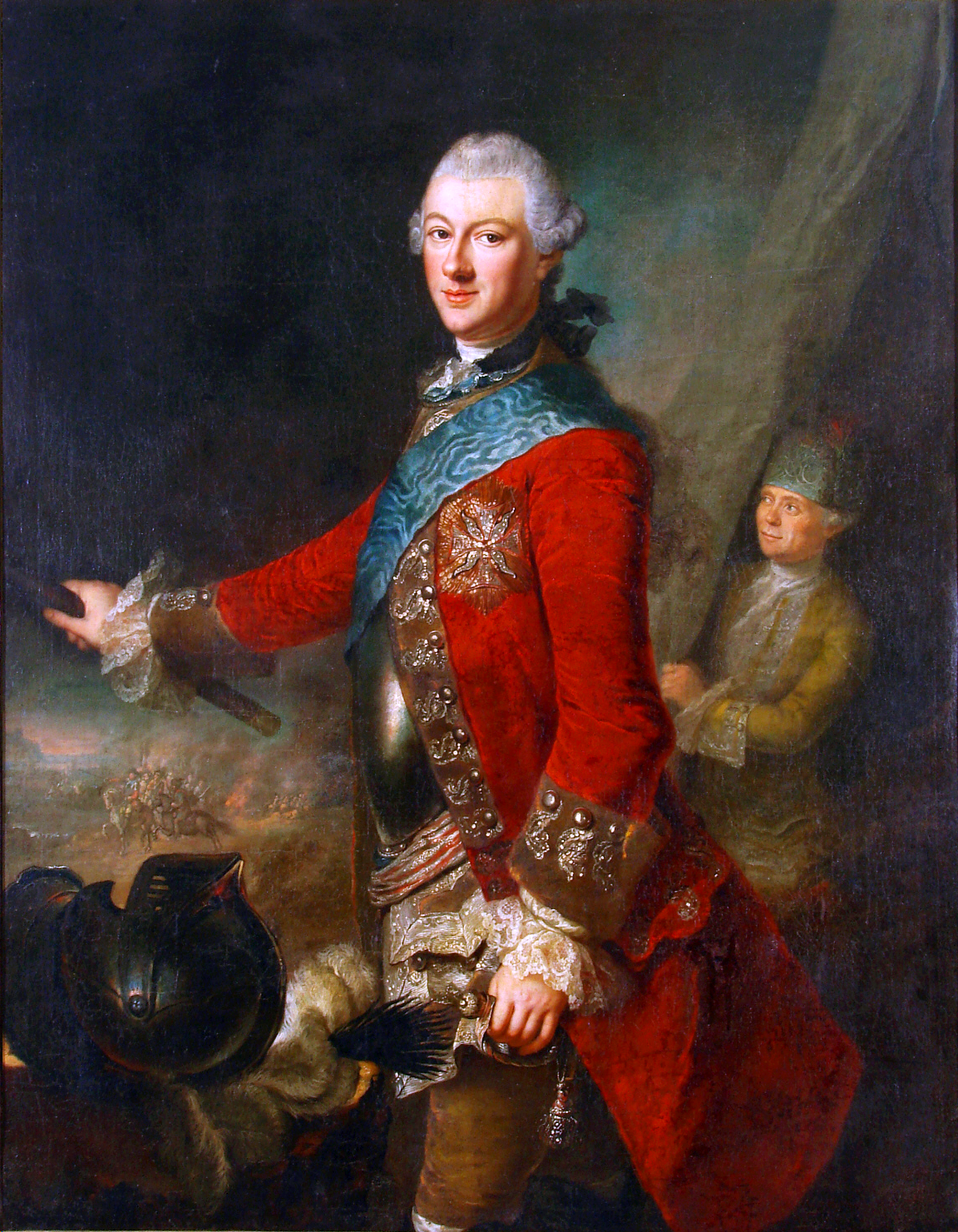
Anna Rosina de Gasc, Michał Kazimierz Ogiński
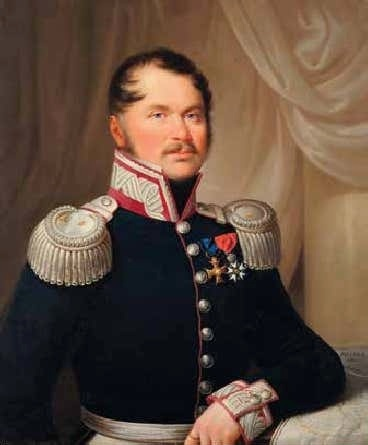
Marcin Jabłoński, Portret generała Józefa Załuskiego

## Dyrektorzy i pracownicy muzeum
- Bolesław Skwarczyński (1934–1939)
- Leon Getz (1939–1944)
- Stefan Stefański (1944–1968)
- Janina Lewandowska (1968–1970)
- Edward Zając (1970–1990)
- Wiesław Banach (1990–2020)
- Jarosław Serafin (2020–)[32]

Pracownikami muzeum byli lub pozostają: Adam Fastnacht, Aleksander Rybicki, Andrzej Romaniak.

## Odznaczenia i wyróżnienia
- W 1974 został wybity medal 40-lecie Muzeum Historycznego w Sanoku, zaprojektowany przez Romana Tarkowskiego[33]. W 1984 został wybity medal Muzeum Historyczne w Sanoku. 50-lecie powstania, zaprojektowany przez Czesława Dźwigaja[34]. W 1986 zostały wybite dwa medale upamiętniające Muzeum Historyczne w Sanoku oddział w Jabłonkach, z uwiecznionymi wizerunkami gen. Karola Świerczewskiego, zaprojektowane przez Czesława Dźwigaja[35].
- Dyplom honorowy ministra kultury i sztuki (1984)[36]
- Odznaka „Zasłużony dla Województwa Krośnieńskiego” (1984)[37]
- „Jubileuszowy Adres” (1984)[38].
- Nagroda Ministerstwo Kultury i Sztuki w konkursie na najciekawsze wydarzenie muzealne roku: za urządzenie ekspozycji Domu Pamięci im. gen. Karola Świerczewskiego–Waltera (1988)[39][40]
- Wpis do Złotej Księgi ZBoWiD w Sanoku (1989)[41].